# Đậu Vũ
Đậu Vũ (chữ Hán: 窦武; ?-168) là đại thần nhà Đông Hán trong lịch sử Trung Quốc. Ông tham gia cuộc chiến chống hoạn quan lũng đoạn triều chính và cuối cùng thất bại.

## Sự nghiệp
Đậu Vũ tự là Du Bình (游平), người Bình Lăng thuộc quận Phù Phong.
Năm 165, Hán Hoàn Đế lập con gái trưởng của ông làm hoàng hậu. Đậu Vũ nhờ đó được thăng từ Lang trung lên Việt kỵ hiệu úy, tước Hòe Lý hầu.
Năm 167, Hán Hoàn Đế mất, ông lập cháu ngoại (con trai của Đậu hoàng hậu) là Lưu Hoằng lên ngôi, tức là Hán Linh Đế. Đậu Vũ được Linh Đế phong làm Đại tướng quân, cùng Thái phó Trần Phồn làm phụ chính cho vua mới.
Ông làm quan chú ý giữ mình trong sạch, những thứ được ban đều mang trợ giúp học trò và dân nghèo. Người cháu ông là Đậu Thiệu giữ chức Hổ bôn trung lang tướng ăn chơi xa xỉ, sau nhiều khuyên răn không hiệu quả, ông bèn dâng sớ đề nghị bãi chức của Thiệu.
Đậu Vũ còn chú trọng đề bạt các danh sĩ trong thiên hạ như Doãn Huân, Đỗ Mật, Lý Anh, Lưu Du...
Đậu Vũ và Trần Phồn đều chung ý tưởng chống các hoạn quan lũng đoạn triều chính từ nhiều đời vua trước. Năm 168, hai người bàn mưu tiêu diệt hoạn quan nhưng không được thái hậu ủng hộ. Mưu sự bị lộ, hoạn quan Tào Tiết cùng các hoạn quan khác bàn mưu cùng nhau làm ra một chiếu chỉ giả, bổ nhiệm Trường lạc thực giám Vương Phủ làm Hoàng môn lệnh, mang quân đi đánh Đậu Vũ và Trần Phồn.
Đậu Vũ bèn chỉ huy mấy ngàn quân đóng ở Đô Đình, giao chiến ác liệt với quân Hổ bôn và quân Vũ lâm của Vương Phủ, nhưng cuối cùng ông bị thua trận và buộc phải tự sát. Trần Phồn cũng tham chiến và bị bắt giết.
Sau đó ông bị bêu đầu ở kinh thành Lạc Dương, gia đình ông bị lưu đày đến quận Nhật Nam (Trung Bộ Việt Nam hiện nay), những người trong họ và tân khách bị giết chết.
Hơn 20 năm sau cái chết của Đậu Vũ, năm 189 thời Hán Hiến Đế, sau khi hoạn quan bị tiêu diệt, Đổng Trác nắm quyền thao túng triều đình nhà Hán đã lật lại vụ án oan mà Trần Phồn, Đậu Vũ bị hoạn quan sát hại.
Là người chống hoạn quan, Đậu Vũ được La Quán Trung nhắc tới tại những dòng đầu tiên trong tiểu thuyết Tam Quốc diễn nghĩa (hồi 1), xem ông là người chính nghĩa.